# Hohe Riffl
Hohe Riffl to szczyt w grupie Glocknergruppe, w Wysokich Taurach we Wschodnich Alpach. Leży w Austrii w kraju związkowym Salzburg. Szczyt ten sąsiaduje z Oberer Ödenwinkelscharte (3228 m) i Riffltor (3111 m).
Ze szczytu roztacza się widok na Grossglocknera, Gross Venediger, Großes Wiesbachhorn oraz jeziora koło Kaprun: Weisssee, Tauernmoossee, Stausee Mooserboden i Wasserfallboden.
Pierwszego wejścia, 15 września 1869 r., dokonali Karl Hofmann, Johann Stüdl, Thomas Groder i Josef Schnell.